# Arcidiecéze Santiago del Estero
Arcidiecéze Santiago del Estero (latinsky Archidioecesis Sancti Iacobi de Estero) je římskokatolická nemetropolitní arcidiecéze v Argentině, jejíž arcibiskup má titul primase argentinského. Je součástí církevní provincie Tucumán, která spoluvytváří Církevní oblast Severovýchod. Katedrálou je kostel P. Marie Karmelské v Santiago del Estero.

## Historie
Dne 10. května 1570 byla zřízena diecéze Tucumán, jejíž biskup sídlil v Santiago del Estero: jednalo se o nejstarší diecézi na území dnešní Argentiny. Roku 1697 byla diecéze přenesena do Córdoby a přijala jméno diecéze córdobská. Diecéze v Santiago del Estero byla zřízena znovu v roce 1907.
24. července 2024 byla povýšena na arcidiecézi a zároveň na její arcibiskupy papež přenesl titul primase argentinského. Prvním arcibiskupem byl jmenován dosavadní biskup Mons. Bokalič. 